# Giprus angelus
Giprus angelus är en insektsart som beskrevs av Paul W. Oman 1937. Giprus angelus ingår i släktet Giprus och familjen dvärgstritar. Inga underarter finns listade i Catalogue of Life.